# 5827 Letunov
5827 Letunov (1990 VB15) là một tiểu hành tinh vành đai chính được phát hiện ngày 15 tháng 11 năm 1990 bởi L. I. Chernykh ở Đài vật lý thiên văn Crimean.